# Aleksandrovo (Merošina)
Aleksandrovo (em cirílico: Александрово) é uma vila da Sérvia localizada no município de Merošina, pertencente ao distrito de Nišava. A sua população era de 409 habitantes segundo o censo de 2011.

## Demografia
| 1948 | 1953 | 1961 | 1971 | 1981 | 1991 | 2002 | 2011 |
| ---- | ---- | ---- | ---- | ---- | ---- | ---- | ---- |
| 429  | 402  | 335  | 305  | 362  | 361  | 393  | 409  |